# Historia Wodzisławia Śląskiego
Historia Wodzisławia Śląskiego rozpoczyna się z chwilą pojawienia się na tych terenach pierwszych ludzi. Pisana historia miasta rozpoczyna się albo w 1239 r. dla Jedłownika albo w 1257 roku dla samego Wodzisławia.

## Początki

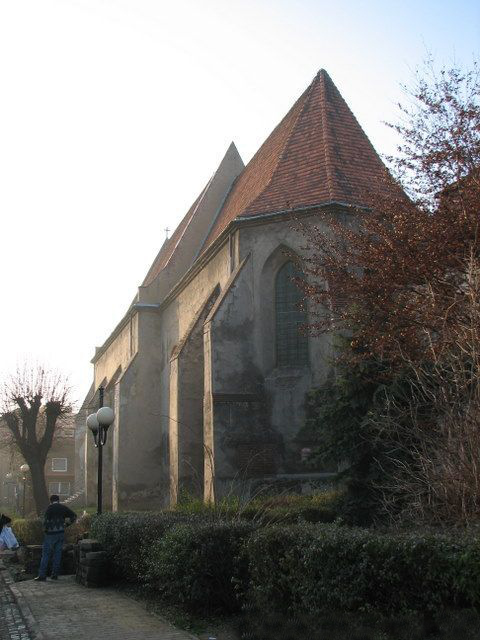
Kościół pofranciszkański św. Trójcy

Relikty pobytu praczłowieka, który dostał się w te okolice najprawdopodobniej przez Bramę Morawską można znaleźć między innymi w wodzisławskim muzeum. Z okresu wpływów rzymskich, z początku naszej ery pochodzą znalezione w mieście i w okolicach miasta monety rzymskie, które prawdopodobnie zostawili kupcy wędrujący z południa Europy nad Bałtyk po bursztyn. Bogate ślady pozostawił też okres wczesnego średniowiecza, kiedy to po pobycie Celtów, Germanów i wędrówkach ludów – plemiona słowiańskie ostatecznie osiedliły się na tych ziemiach. Na podstawie znalezionych wykopalisk można stwierdzić, iż początki osadnictwa wczesno-dziejowego w rejonie dzisiejszego Wodzisławia należy wiązać z okresem wspólnot plemiennych. Ważnym przekazem źródłowym w tym zakresie jest zapis Geografa Bawarskiego, pochodzący z około 845, a zawierający spis plemion słowiańskich zamieszkujących wschodnie granice monarchii Karolingów. Wymienił wśród słowiańskich plemion zamieszkujących Śląsk: Opolan z 20 grodami-opolami i Gołęszycan (Golensizi) z 5 grodami. Przyjmuje się, że rejon dzisiejszego Wodzisławia znajdował się w zasięgu wpływów Gołęszycan. W okresie kształtowania się kasztelanii raciborskiej (XII wiek) teren ten znalazł się prawdopodobnie w zasięgu jej władztwa terytorialnego. Najwcześniejsze wzmianki na temat osadnictwa w kasztelanii raciborskiej pochodzą z początków XII wieku. W źródłach pochodzących z tego okresu można znaleźć wzmiankę o takich miejscowościach jak: Racibórz (1108), W czasie kształtowania się państwa polskiego teren Wodzisławia wchodził już w skład państwa Mieszka I – pierwszego władcy Polski. Rybnik, Wodzisław. Za czasów Mieszka II ziemia wodzisławska razem z całym Śląskiem została zagrabiona przez czeskiego księcia Brzetysława. Tereny te wróciły do Polski za czasów Kazimierza Odnowiciela. Jednak koniec walk z Czechami o te ziemie nastąpił w 1137. Po podziale dzielnicowym Polski przez Bolesława Krzywoustego w 1138 roku, ziemia wodzisławska znalazła się w dzielnicy Władysława Wygnańca i weszła w skład księstwa opolskiego, a potem raciborskiego.

## Lokacja i nazwa miasta

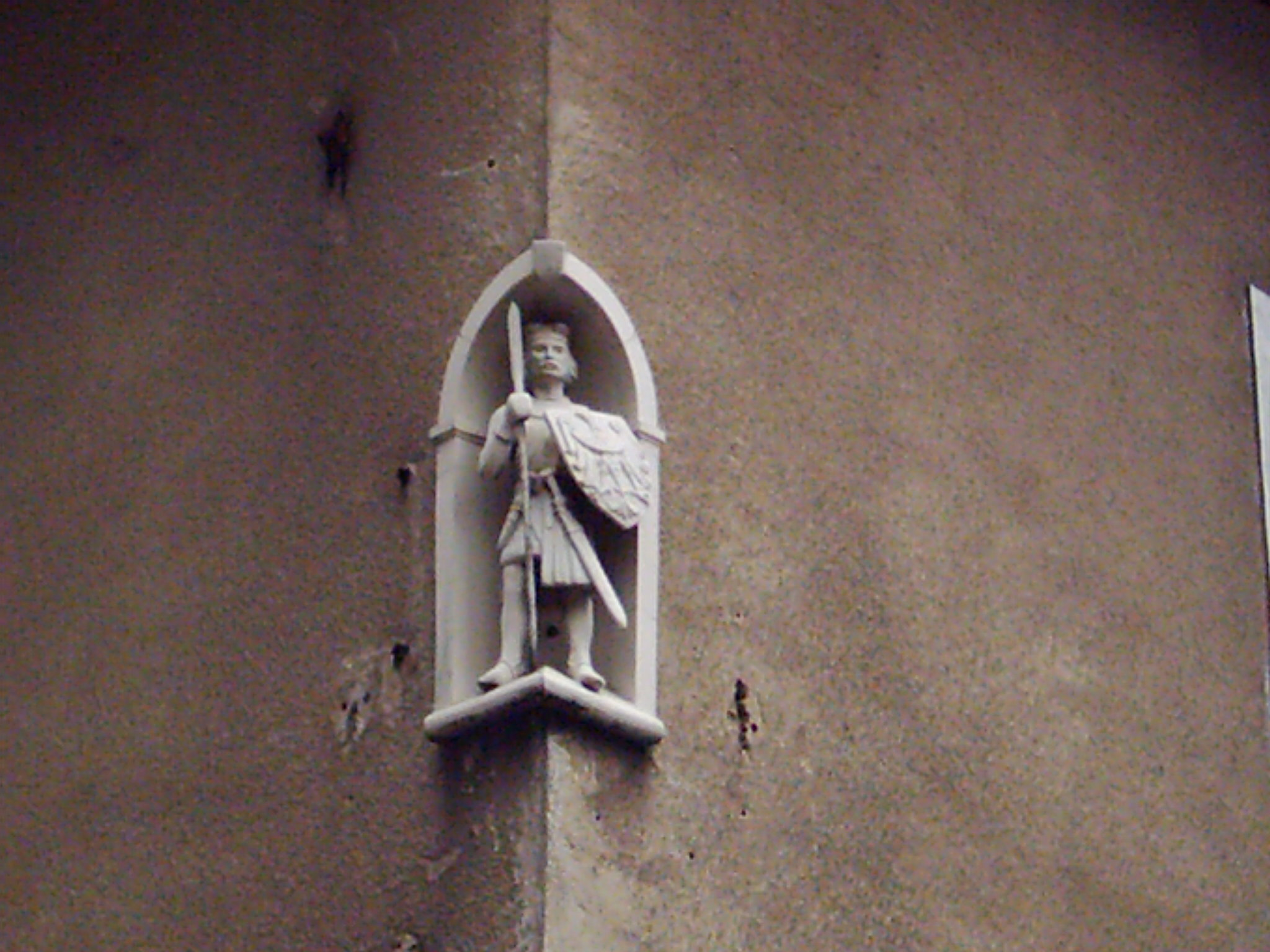
Figura założyciela miasta księcia Władysława w niszy kamienicy na Rynku

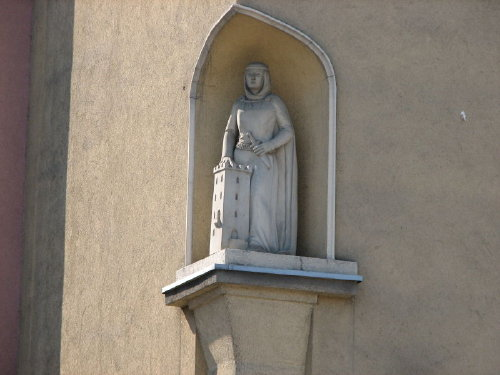
Figura księżnej Konstancji w niszy kamienicy na Rynku

W 1241 r. po najeździe tatarskim i prawdopodobnie zniszczeniu osady Wodzisław, księciem na Raciborzu i Opolu został Władysław opolski panujący w latach 1246–1281 do którego należał cały Górny Śląsk. W tym czasie przyśpieszony został proces lokacji nowych miejscowości. Niestety, nie można dokładnie określić roku lokacji miasta Wodzisławia, bo nie zachował się dokument lokacyjny prawdopodobnie stało się to pomiędzy 1246 r., kiedy Władysław objął władzę a 1257 r., kiedy do Wodzisławia sprowadzono franciszkanów po rok 1265. Za datę otrzymania praw miejskich przyjęto uważać jednak rok 1257, w którym zostali sprowadzeni do Wodzisławia minoryci (franciszkanie).
Książę opolsko-raciborski Władysław otaczał miasto szczególną opieką i przypisywał mu wielkie znaczenie, o czym może świadczyć niezwykle rozległy rynek oraz obwarowanie miasta i nadanie miastu swego własnego imienia. Wodzisław w tamtym okresie należał do bardziej zaludnionych i bogatych miast na Górnym Śląsku. Jednakże jego drewniane zabudowania zostały doszczętnie zniszczone przez pożar w końcu XIII lub początkach XIV w.
W mieście przeważali rzemieślnicy i kupcy, tworzący uprzywilejowaną warstwę miejskiego patrycjatu. Natomiast rolnictwo było zajęciem ubocznym. Ważną gałęzią gospodarki średniowiecznego Wodzisławia była hodowla ryb. Nazwa miasta Wodzisław stanowi nazwę pamiątkową, przyjętą na cześć księcia Władysława, którego imię miało dawniej postać Włodzisław. Nazwa miasta w ciągu dziejów ulegała zmianie, na co wskazują zapisy: Wladislawia (1299), Wladislaw (1308),Loslauia (1340), Losslaw (1347), Wladislavia (1400), Loslau (1425), de Lyosel (1652). Jednak w ustnej tradycji językowej mieszkańców przetrwała nazwa Wodzisławia (dawniej Włodzisławia). Drugi człon dzisiejszej oficjalnej nazwy miasta jest współczesny, a przyjęty został w 1931 r. Niemiecka nazwa miasta „Loslau” pochodzi prawdopodobnie od węgierskiej formy imienia Władysław – Laszlo. Poza miastem Wodzisławiem i osadą Rybnikiem znajdowały się w tym okresie w okolicy liczne wsie. Władysław I popierając dążenia zjednoczenia ziem polskich wydał swą córkę, Konstancję(?), za Henryka IV Prawego. Jednakże małżeństwo nie układało się zbyt dobrze i córka księcia, odrzucona przez Probusa, obrała za swą rezydencję Wodzisław. Specjalnie dla niej wydzielono Księstwo Wodzisławskie. Konstancja zmarła bezpotomnie w sędziwym wieku.

## Średniowiecze i czasy nowożytne

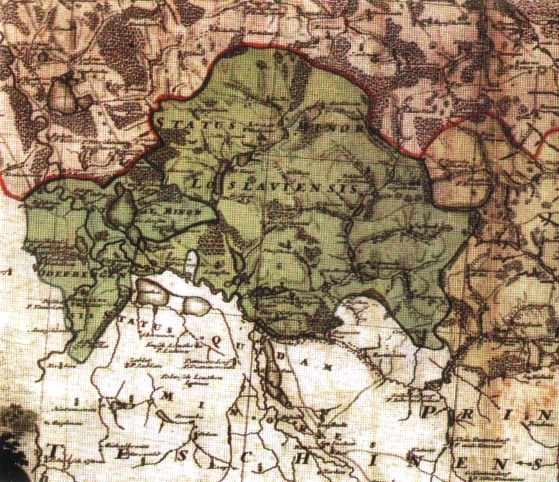
Fragment mapy J.W. Wielanda z 1736, wodzisławskie państwo stanowe

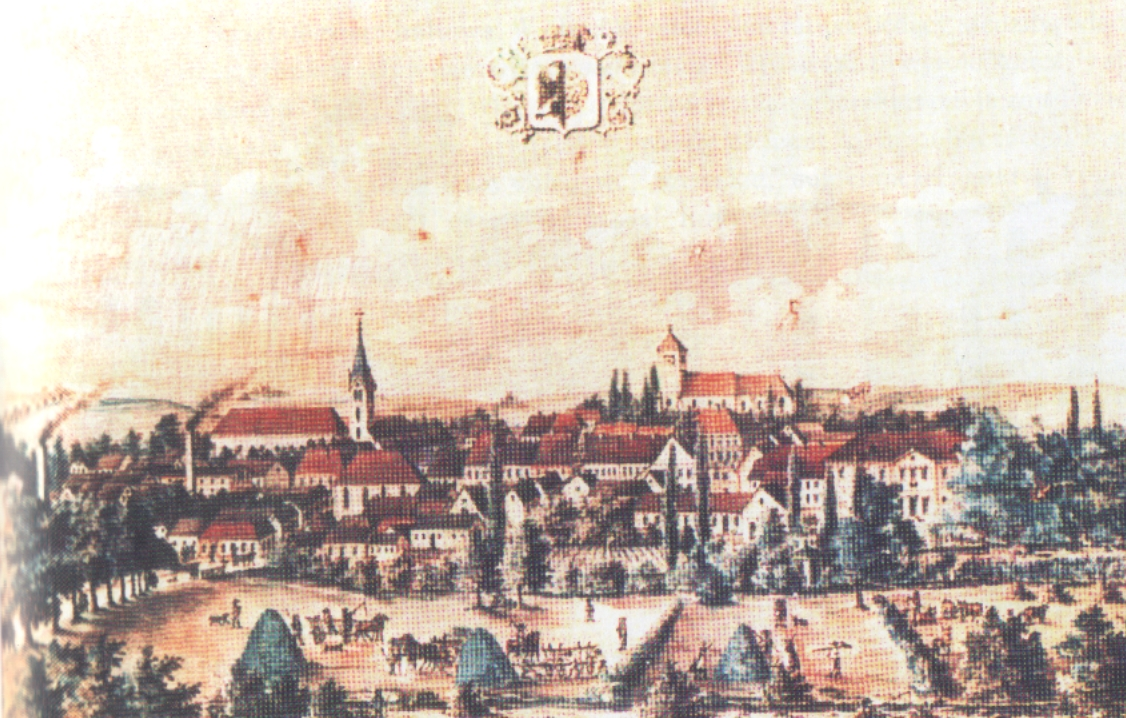
Panorama Wodzisławia z 1874

Po jej śmierci, ziemia wodzisławska weszła z powrotem w skład księstwa raciborskiego, zaś od 1327 stała się lennem korony czeskiej. Od tego czasu do XVI wieku ziemia wodzisławska była najpierw dziedziczona a później sprzedawana kolejnym dostojnikom kościelnym i wielkim właścicielom ziemskim czeskim i niemieckim. Od 1469 władał tym terenem król Węgier i Czech – Maciej Korwin, a po jego śmierci w 1490 roku władcą ziemi wodzisławskiej stał się Władysław II Jagiellończyk, który w 1502 r. nadał ją wraz z okolicznymi wsiami jako lenno Johannowi von Schellenbergowi. Utrapieniem miast w tym czasie były napady różnych band, którym miasta, dla zachowania spokoju musiały płacić okup. Wodzisław zaatakowały takie bandy w 1459 i 1493 i grożąc spaleniem miasta wymusiły okup.
W pierwszej połowie XVI wieku ukształtowało się Wodzisławskie Państwo Stanowe (Status Minor Vladislaviensis). W skład wodzisławskiego państwa stanowego wchodziło 10 wsi: Czyżowice, Turza Mała (Turzyczka), Wielka Turza (Turza), Skrzyszów, Krostoszowice, Karkoszka, Podbucze, Marusze, Radlin, Obszary, a ponadto 11 folwarków liczących 8000 morgów ziemi uprawnej, l 600 morgów łąk i 4000 morgów lasów.
Ludność miejska samego Wodzisławia zajmowała się kupiectwem i rzemiosłem – szewstwem, garbarstwem i tkactwem. Rzemieślnicy sprzedawali towar na jarmarkach, organizowanych dwa razy do roku, z których słynęło miasto, podobnie jak z targów bydła i koni. Teren ten zamieszkiwała głównie ludność słowiańska, mówiąca językiem polskim. Znacznie mniej liczna była ludność czeska i nieliczni Niemcy. W zabudowie miasta pojawił się nowy budulec – kamień i cegła z których budowane zamki i budynki publiczne. Reszta budowli pozostawała w dalszym ciągu drewniana.
Śmierć Ludwika Jagiellończyka w 1526 spowodowała, że władcą Czech, Węgier i Austrii został Ferdynand Habsburg. On też stał się zwierzchnikiem Śląska. W latach 1517–1527 władcą Wodzisławia był Baltazar Wilczek po nim w latach 1528–1556 Jan Planknar którego rządy wyniosły Wodzisław do roli poważnego ośrodka. Jednak okres panowania Habsburgów był dla Wodzisławia również czasem regresu i postępującego zubożenia. Proces nasilania się reformacji i kontrreformacji, który to zapoczątkował upadek miasta. Narastające sprzeczności religijne doprowadziły w 1618 do wybuchu wojny trzydziestoletniej, w czasie której miasto i zamek zostały spalone, a wraz z nimi oryginały przywilejów miasta. Po wojnie własność miasta i ziemi wodzisławskiej przeszła w 1668 na rzecz arcybiskupa ostrzyhomskiego Szeloposemy’ego. Po śmierci biskupa w 1685 majątek przeszedł w ręce hrabiego Ferdynanda von Dietrichstein. W 1738 właścicielem Wodzisławia stał się Guidobald Joseph von Dietrichstein.

## Czasy pruskie

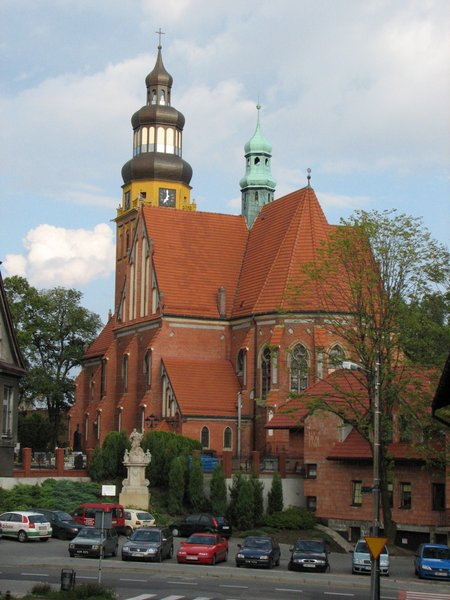
Zabytkowy Kościół Parafialny WNMP i figura św. Jana Nepomucena

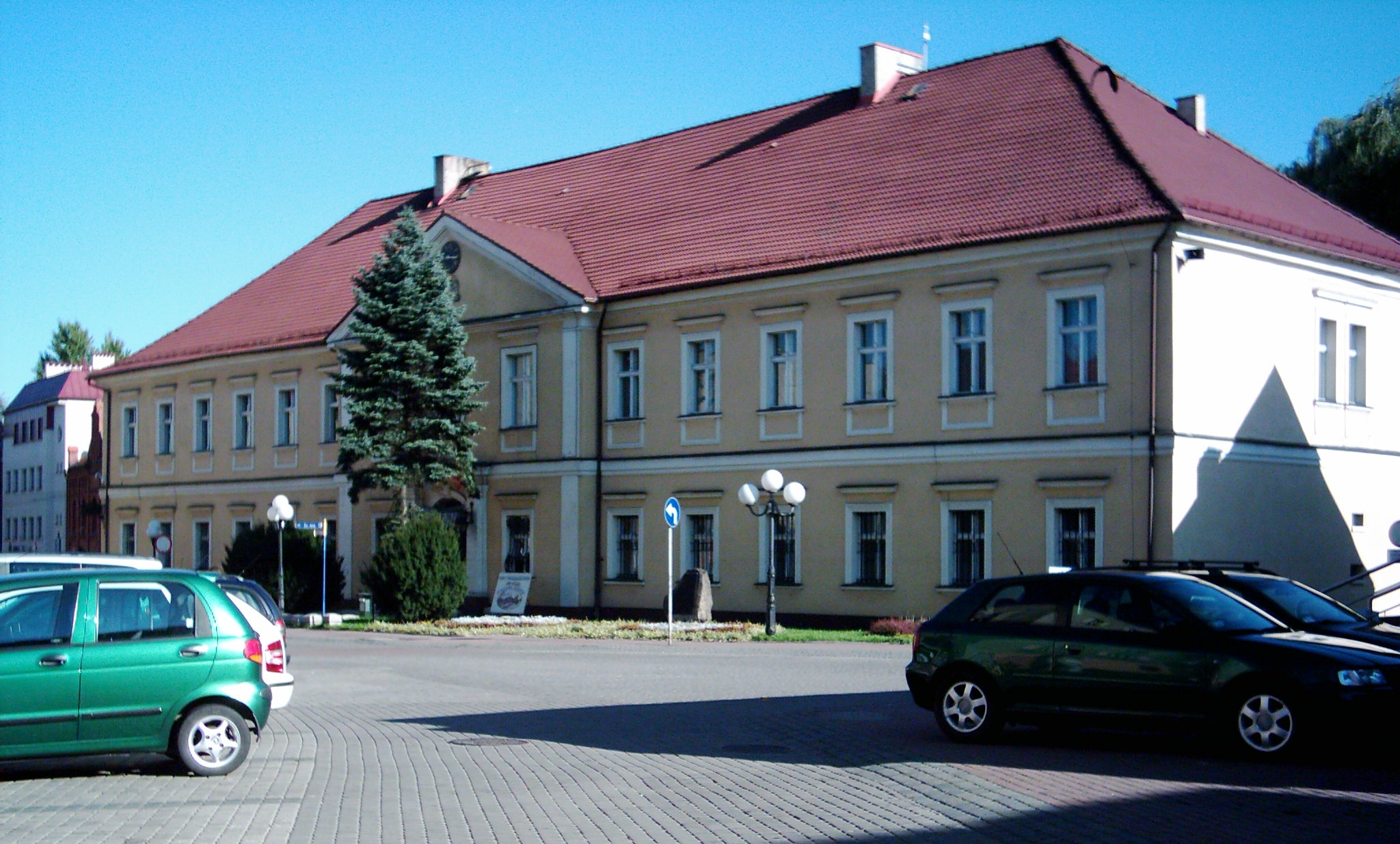
Nowy Zamek w Wodzisławiu

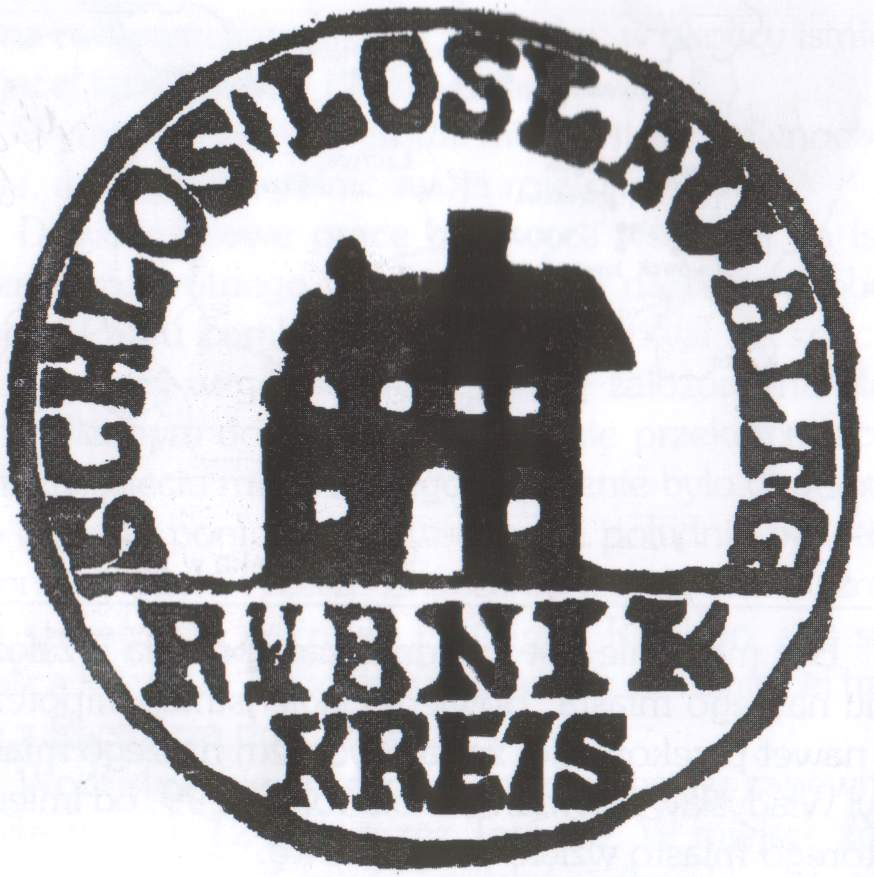
Pieczęć Wodzisław Stary Zamek

W 1740 wojska pruskie Fryderyka II zajęły prawie cały Śląsk, łącznie z ziemią wodzisławską. Nastąpiło nasilenie kolonizacji i germanizacji tych ziem. W 1780 państwo wodzisławskie przejął Heinrich L. von Reichenbach, który po piętnastoletnich rządach sprzedał dobra Augustowi von Ponin-Ponińskiemu. Ten z kolei po trzech latach odsprzedał je hrabiemu von Strachwitz. W początkowym okresie rządów pruskich zmieniła się sytuacja gospodarcza ziemi wodzisławskiej. Zaczynały się kształtować początki przemysłu, szczególnie wydobywczego. W Pszowie wapienniki wytwarzały wapno, w Marklowicach istniała już huta szkła. W Zawadzie i Kokoszycach eksploatowało się siarkę. Poza przemysłem rozwijało się też rzemiosło. Wzrosła również liczba mieszkańców, powodując konieczność rozbudowy miasta. Nowe domy zaczęto budować z cegły. Jednakże położenie ludności wiejskiej, mimo zniesienia poddaństwa w 1807, było nadal bardzo ciężkie. Obszarnicy żądali za uwłaszczenie zbyt wysokich odszkodowań, w wyniku czego zrozpaczeni chłopi przestawali odrabiać pańszczyznę i wszczynali bunty. I tak w 1810 na terenach Wodzisławia doszło do wybuchu powstania chłopskiego, któremu przewodniczył sołtys z Jedłownika – Józef Bienia. Powstanie zostało rozbite, a przywódcę aresztowano. Wielkie wydarzenia XVIII wieku, jak wojny śląskie (1740–1745, 1756–1763 – wojna siedmioletnia), 1778–1779 (austriacko-pruska) nie miały specjalnego wpływu na losy miasta. Główną i niemal jedyną ich konsekwencją było pojawienie się w Wodzisławiu garnizonu wojskowego. Przetrwał on do 1806 roku. W okresie wojen napoleońskich w latach 1807–1808 w mieście stacjonowali Francuzi. Z uwagi na pobliską granicę z Austrią wojsko przejściowo przebywało też w mieście w latach: 1831, 1847–1849. W 1841 właścicielem Wodzisławia i okolic był Aleksander von Oppersdorf, który sprawował w nim władzę do 1851. Pod koniec XVIII wieku i na początku XIX wieku zmiany właścicieli miasta zaczęły odgrywać coraz mniejsza rolę. Ingerencja władz państwowych poprzez administrację powiatową (powiat pszczyński) stawała się coraz większa. W lutym 1809 przeprowadzone zostały po raz pierwszy w jego dziejach wybory władz miejskich na zasadach określonych w nowej ordynacji. Wszyscy mieszczanie posiadający na terenie miasta domy lub warsztaty wybierali Radę Miejską (221 mieszczan). Do celów wyborczych miasto podzielone zostało na trzy dzielnice: Żorską, Pszczyńską, Raciborską. Wybrana została dwudziestoczteroosobowa Rada Miejska, która z kolei dokonywała wyboru magistratu (burmistrz, skarbnik i czterech rajców) W tym czasie miało miejsce także kilka innych zdarzeń, które znacząco wpłynęły na rozwój Wodzisławia. Najważniejszymi z nich były: ogłoszenie edyktem 14 września 1811 uwłaszczenia chłopów oraz przeprowadzenie reform administracyjnych w efekcie których doszło do wzmocnienia znaczenia powiatów, a Wodzisław znalazł się w Regencji Opolskiej, w powiecie rybnickim. Nasiliło się natomiast w tym okresie uprzemysłowienie miasta. Rozwijało się głównie hutnictwo i górnictwo węgla kamiennego. Rosła liczba kopalń i ich wydobycie. Rozwój życia gospodarczego spowodował też znaczne zmiany demograficzne miasta. W ciągu prawie trzydziestu lat liczba ludności w mieście wzrosła o 45%. W 1812 żyło w Wodzisławiu 1324 mieszkańców, a 1840 już ponad 1919. W tym okresie miasto przeżyło także kilka klęsk żywiołowych. Pierwszą z nich był pożar, który wybuchł 12 czerwca 1822 i spalił całe miasto. Wraz z rozwojem przemysłu następuje powolny rozwój miasta. W 1882 Wodzisław otrzymał połączenie kolejowe z  Rybnikiem, następnie z Chałupkami i Boguminem.
W 1847 tereny Wodzisławia i okolic nawiedziła klęska powszechnego głodu połączonego z epidemią tyfusu. W 1848 gradobicie zniszczyło doszczętnie plony na polach, a w dniu następnym silny huragan wyrządził wiele szkód w zabudowaniach na terenie Jedłownika, Wodzisławia i Kokoszyc. Po pożarze w 1822 Wodzisław został odbudowany – wzrosła liczba budynków murowanych. W 1810 zabudowania klasztoru minorytów zostały przejęte przez państwo. Kościół przyklasztorny przekazano w 1830 gminie ewangelickiej, która zorganizowała przy nim szkołę wyznaniowa. W mieście istniała też szkoła katolicka i żydowska. Z obiektów przemysłowych znajdowały się w mieście: 4 browary, 4 gorzelnie, młyn wodny, cegielnia, farbiarnia, fabryczka tabaki i krochmalu. W mieście brak było szpitala, była natomiast apteka. Były też urzędy królewskie: sąd i poczta.
W połowie XIX wieku większość mieszkańców Wodzisławia oraz całego regionu stanowiła ludność polskojęzyczna. Topograficzny opis Górnego Śląska z 1865 roku odnotowuje przy opisie miasta: „Der groste Theil der Einwohner spricht polnisch. Es giebt nur wenige Burger, deren Muttersprache die deutsche ist, obgleich schon fast der drite Theil sich auch dieser Sprache bedient”, czyli w tłumaczeniu na język polski „Największa część ludności mówi po polsku. Istnieje tylko kilka miasteczek, w których językiem macierzystym jest niemiecki, mimo że prawie 1/3 używa tego języka.”. W czasie plebiscytu 1669 mieszkańców głosowało za Niemcami, natomiast 662 za Polską. Mimo to, decyzją Rady Ligi Narodów z 21 października 1921, zatwierdzonej przez Radę Ambasadorów, wraz z całym regionem został przyznany Rzeczypospolitej Polskiej.
W lutym 1919 na konferencji paryskiej również Czechosłowacja wysunęła roszczenie terytorialne do Wodzisławia.

## Lata 1922–1945
W lipcu 1922 Wojsko Polskie wkroczyło i zajęło cały ówczesny powiat rybnicki. Część wojska wkroczyła do Wodzisławia. Po zmianie przynależności państwowej, Wodzisław znalazł się w powiecie rybnickim województwa śląskiego. Z racji nowego układu politycznego, którego stał się podział Górnego Śląska, miasto stało się miejscowością przygraniczną, co wpłynęło zapewne na brak zainteresowania miasta ze strony władz wojewódzkich. Wodzisław pozostał miastem małym, jednym z mniejszych w skali Województwa Śląskiego. Rano 1 września 1939 Wodzisław został zajęty przez Niemców. Rozpoczął się czas terroru i prześladowań okupanta wobec polskich mieszkańców miasta. Zanim przyszła długo oczekiwana wolność, 22 stycznia 1945 dotarł do Wodzisławia marsz śmierci z obozów w Oświęcimiu i okolicznych podobozów. Więźniów wywożono z Wodzisławia pociągami do Rzeszy. Wodzisław Śląski zamieniony przez Wehrmacht w twierdzę po ciężkich walkach, został zdobyty 26 marca 1945 przez oddziały Armii Radzieckiej oraz I Czechosłowacką Brygadę Pancerną. Miasto zostało zniszczone w ponad 80%.

## OkresPolski Ludowej1945-1989

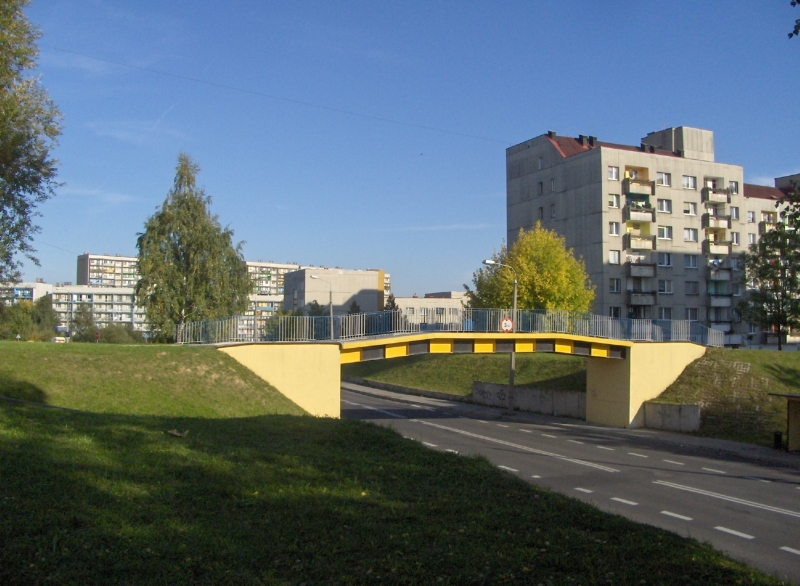
Osiedle Piastów i XXX-Lecia zbudowane w czasach PRL-u

Okres do roku 1989 charakteryzuje się wielkim rozwojem przestrzennym miasta, który został zapoczątkowany odbudową miasta, a następnie utworzeniem powiatu wodzisławskiego i w końcu poszerzeniem granic miasta. 26 marca 1945 roku do miasta wkroczyła Armia Radziecka i I Czechosłowacka Brygada Pancerna, które wyzwoliły Wodzisław spod okupacji niemieckiej. Już 4 kwietnia tego samego roku odbyło się pierwsze posiedzenie Miejskiej Rady Narodowej, która podjęła uchwałę o odbudowie miasta.
22 czerwca uchwalono wyłączenie spod parcelacji byłych terenów po folwarku pańskim i rozpoczęcie budowy osiedli mieszkaniowych „Nowe Miasto”. Miesiąc później wznowiono targ na Rynku. W tym samym roku rozpoczęto odgruzowywanie miasta. Odbudowany został szpital powiatowy, szkoła, dom starców, ośrodek zdrowia, budynek Komunalnej Kasy Oszczędności, Sąd Grodzki oraz szereg domów mieszkalnych. Przywrócona została komunikacja kolejowa, ruszyła produkcja Zakładów Przemysłu Tytoniowego, wznowiła pracę cegielnia miejska, odbudowano wodociągi i kanalizację oraz sieć elektryczną.
Po wojnie miasto więc szybko odbudowywano. Jednocześnie wokół Wodzisławia zaczęły powstawać nowe osiedla mieszkaniowe, które włączano do miasta. 1 stycznia 1946 roku nastąpiło przyłączenie do miasta gminy Jedłownik wraz z przylegającą do niego Karkoszką, oraz utworzenie gminy Wodzisław – Wieś, w skład której wchodziły: Czyżowice, Marusze, Turza, Turzyczka oraz Wilchwy. Tego samego roku przeniesiono targi na ul. Targową. Podczas narady Zarządu Miejskiego w dniu 01. 12. 1947 roku postanowiono utrzymać gminę Marklowice jako samodzielną jednostkę administracyjną. Temat przyłączenia tej gminy do Wodzisławia powraca rok później ze strony powiatu rybnickiego. W tym samym roku miasto zostaje zdeterminowane przez przemysł węglowy. W latach pięćdziesiątych dwudziestego wieku rozpoczęto budowę górniczego osiedla „Jedłownik”, około 10 lat później rozpoczęto tam budowę Szkoły Podstawowej nr 4. W 1950 r. powstaje Państwowy Ośrodek Przemysłowy. W 1954 roku utworzono z południowej części powiatu rybnickiego powiat wodzisławski. W 1957 r., miasto uroczyście obchodzi swoje 700-lecie. Lata pięćdziesiąte XX w. to rozbudowa przemysłu górniczego, który pobudza rozwój miasta. W tym czasie zbudowano magistralę wodociągową, oczyszczalnie ścieków i kolektorów, sieć gazową oraz nową ciepłownię niedaleko dworca PKP. Intensywny rozwój miasta nastąpił w latach 60 XX wieku. Powstała nowa kopalnia 1 Maja, na otwarcie której przybył Prezes Rady Ministrów Józef Cyrankiewicz. Była to pierwsza kopalnia wybudowana od podstaw w PRL. Ufundowała ona m.in. dom górnika z salą teatralną, ogródki działkowe dla pracowników, domy wczasowe w Wiśle i w Zakopanem, skocznię narciarską w Wiśle. Jedną z najważniejszych inwestycji była dalsza rozbudowa Nowego Miasta, powstawały nowe osiedla mieszkaniowe: 1 Maja czy 26 Marca. 30 kwietnia 1960 roku rozpoczęła wydobycie KWK „1 Maja”. Rok później założono Miejskie Przedsiębiorstwo Gospodarki Komunalnej, oraz rozpoczęto przebudowę Rynku, którą zakończono w następnym roku. 11 lutego 1962 r. oddano do użytku Szkołę Podstawową nr 3. Szkoła ta wybudowana została na 1000-lecie Polski, a patronat objęła KWK „1 Maja”. W 1964 r. następuje przebudowa fabryki Zakładów Przemysłu Tytoniowego (w nich dawniej pracował Karol Musioł samorządowiec Wodzisławia Śląskiego i Opola) na Śląskie Zakłady Koncentratów Spożywczych. W tym samym roku założono Miejski Zarząd Budynków Mieszkaniowych oraz rozpoczęto budowę Amfiteatru i Muszli koncertowej w Parku Miejskim. W 1965 roku kopalnia oddała do użytku Dom Kultury, natomiast 7 listopada oddano do użytku budynek Szkoły Podstawowej nr 5. W 1966 roku powołano Towarzystwo Miłośników Ziemi Wodzisławskiej. W 1972 roku do użytku oddano budynek nowego szpitala na Nowym Mieście oraz Zasadniczą Szkołę Górniczą. W tym samym roku nastąpiła reforma administracyjna tzw. Gminna, w wyniku której nastąpiło rozszerzenie obszaru miasta z 17 – 27 km² w wyniku przyłączenia do niego gromady – Wilchwy oraz wsi Marusze i Turzyczka. W 1975 roku, w wyniku „gierkowskiej” reformy administracyjnej, przyłączono do Wodzisławia Śląskiego: Radlin wraz z Biertułtowami i Głożynami, Pszów z Kokoszycami oraz Zawadą, Rydułtowy oraz gminę Marklowice, co poszerzyło obszar miasta do 110 km². Lata 1970–1989 to również budowa nowych osiedli mieszkaniowych, kolejno: 26 Marca, XXX-Lecia PRL, Piastów i Dąbrówki. Podczas „Wydarzeń Sierpniowych” załoga kopalni „1 Maja” dnia 19 sierpnia 1988 roku przystąpiła do strajku okupacyjnego. 6 dni później wkraczające oddziały ZOMO i MO zmusiły strajkujących do opuszczenia kopalni. Ostatecznie strajkujący opuścili kopalnie i w pochodzie poszli do kościoła na Wilchwach.

## Historia po 1989 roku
Na wniosek Komitetu Obywatelskiego „Solidarność” oraz Koła Kombatantów RP, które wystosowało list do premiera w sprawie odłączenia się Rydułtów, w maju 1991 roku na terenie Rydułtów odbyło się referendum, w którym udział wzięło 39,9% mieszkańców, z czego 97,5% opowiedziało się za odłączeniem dzielnicy i utworzeniem samodzielnego miasta. Władze ówczesnego Wodzisławia ustaliły, że referendum będzie wiążące, jeśli udział w nim weźmie 30% uprawnionych i co najmniej połowa z nich opowie się za koncepcją odłączenia Rydułtów. Na mocy rozporządzenia Rady Ministrów z 2 grudnia 1991 r. Rydułtowy powróciły na mapę miast polskich 1 stycznia 1992 roku. Wraz z usamodzielnieniem się Rydułtów odpadła od Wodzisławia kopalnia, która administracyjnie znajduje się na terenie nowo powstałego miasta. W kwietniu 1993 roku została złożona petycja mieszkańców Marklowic do Zarządu Miasta Wodzisławia Śląskiego, która została pozytywnie przyjęta. W maju Rada podjęła uchwałę w sprawie uznania woli Marklowic do usamodzielnienia się oraz w sprawie przeprowadzenia referendum, które zostało przeprowadzone w czerwcu tego samego roku na terenie granic gminy Marklowice sprzed 1975 roku. Wzięło w nim udział 54% uprawnionych do głosowania, z czego 96,3% opowiedziało się za utworzeniem gminy. Dnia 31 grudnia 1994 r. Marklowice odłączają się od Wodzisławia Śląskiego. 15 lutego 1993 roku wystąpiono z wnioskiem do Rady Miasta Wodzisław Śl. o uznanie prawa mieszkańców Pszowa i wprowadzenie na sesji problematyki odłączenia Pszowa. 2 kwietnia br. wystąpiono z wnioskiem do Przewodniczącego Rady Miasta o przygotowanie referendum, które zostało wyznaczone na 30 maja 1993 r. Udział w nim wzięło 44,8% uprawnionych do głosowania, z czego 95,5% opowiedziało się za przywróceniem praw miejskich sprzed 1975 roku. Skutkiem tego było wystosowanie pisma w dn. 4 maja 1993 r. Do Urzędu Rady Ministrów oraz do Wojewody Katowickiego informujące o decyzji mieszkańców z dnia 19 listopada 1992 roku. Kolejne pismo z dnia 18 sierpnia 1993 r. było skierowane do Wojewody Katowickiego. Była w nim zawarta informacja o wynikach przeprowadzonego referendum. 15 grudnia 1993 r. wystosowano pismo do Zarządu Miasta Wodzisławia Śląskiego o wyłączenie części budżetu dla Pszowa na rok następny oraz opracowanie planów i remontów dla terenu Pszowa przez inne jednostki administracyjne. Do Dyrektora Biura Administracji Publicznej Urzędu Rady Ministrów wysłano dnia 21 marca 1994 r. pismo, w którym zwrócono się o podjęcie skutecznych działań mających na celu przywrócenie praw miejskich w terminie do 31 marca 1994 r. Natomiast 23 sierpnia wysłano pismo do Ministra Szefa Urzędu Rady Ministrów o przyśpieszenie decyzji o odłączeniu Pszowa i nadaniu mu praw miejskich.
W dniu 24 listopada 2004 r. Grupa Inicjatywna otrzymała pismo Przewodniczącego Rady Miejskiej Wodzisławia Śląskiego oraz pismo Dyrektora Generalnego Urzędu Rady Ministrów adresowane do Wojewody Katowickiego, która zawierała pozytywną opinię Zespołu przy Radzie Ministrów dotyczącą zmian w podziale terytorialnym kraju i utworzeniu nowych jednostek na terenie województwa katowickiego. Dnia 1 stycznia 1995 roku Pszów odłączył się od Wodzisławia otrzymując z powrotem prawa miejskie. Referendum w sprawie odłączenia Radlina odbyło się w 1994 roku. W tym czasie toczyła się dyskusja na temat problemu historycznej granicy Radlina i Wodzisławia sprzed 1975 roku, która przecina dzisiejsze osiedle Piastów. Tymczasem głosy Radlina II sprawiły, że referendum nie uprawniało do odłączenia Radlina. Jednak w Radlinie przeforsowano w końcu wytyczenie nowej granicy. 01.01.1997 r. miasto Radlin odzyskało samodzielność.
W dniu 7 sierpnia 1998 roku Rząd RP podjął decyzję o nowym podziale administracyjnym kraju oraz reaktywacji powiatów. Zanim jednak weszło to w życie, władze Wodzisławia oraz organizacje społeczne podjęły starania o utworzenie powiatu ziemskiego. Włożono wiele wysiłku w promocję Wodzisławia, jako miasta przygotowanego do pełnienia tej funkcji. Już od 1991 roku Wodzisław uczestniczył w rządowym programie pilotażowym powiatów ziemskich. Nie było to łatwe, gdyż ówczesny Wojewoda Katowicki był przeciwnikiem utworzenia powiatu wodzisławskiego, promując utworzenie wielkiego powiatu rybnickiego. Jednak udało się doprowadzić do pierwszych podwalin powiatu tworząc w mieście Urząd Rejonowy. W końcu od 1 stycznia 1999 roku Wodzisław jest siedzibą powiatu ziemskiego, w skład którego wchodzą miasta: Pszów, Rydułtowy, Radlin oraz gminy: Gorzyce, Lubomia, Marklowice, Mszana.
Miasto przystąpiło do Związku Gmin Subregionu Zachodniego Województwa Śląskiego, ale zawetowało przystąpienie do projektu Aglomeracji Rybnickiej na zasadach, że Wodzisław miałby być miastem pomocniczym, a nie partnerskim Rybnika, co mogłoby doprowadzić do marginalizacji miasta.
W 2017 i 2020 r. Wodzisław Śląski odwiedził prezydent RP Andrzej Duda.